# Eduardo Pavlovsky
Eduardo Tato Pavlovsky (Buenos Aires, 10 de diciembre de 1933-Buenos Aires, 4 de octubre de 2015) fue un psiquiatra, actor, dramaturgo y director argentino, orientado al psicodrama.

## Biografía
Eduardo Pavlovsky nació en Buenos Aires el 10 de diciembre de 1933. Es nieto de Alejandro Pavlovsky.
Tras recibirse de médico psiquiatra en 1957, comenzó a formarse como actor con el grupo independiente Nuevo Teatro, dirigido por Pedro Asquini y Alejandra Boero. Influenciado por el teatro de vanguardia europeo, principalmente por Samuel Beckett, en 1960 fundó el grupo Yenesí, con el que puso en escena obras de Beckett, Pinter, Ionesco y Arrabal y, a partir de 1962, textos propios. En la década de 1960 comenzó a trabajar con el psicodrama, por primera vez en América Latina.
El 18 de enero de 1973 estrenó El señor Galíndez, obra escrita para el equipo del Teatro Payró, que dirigió Jaime Kogan. La obra trata de un torturador que realiza su trabajo sin que nadie lo perciba y mantiene una vida  normal. Se mantuvo dos años en cartel en Buenos Aires y se presentó también en distintas provincias argentinas. En 1975 participó del X Festival de Teatro de Nancy y, al año siguiente, del Festival de Teatro de Caracas.
Según la historiadora Silvina Jensen:

La continuidad represiva antes y después del golpe militar queda de relieve en la experiencia de Pavlosvky. La primera señal de peligro fue la bomba en el Teatro Payró en noviembre de 1974, donde se representaba El señor Galíndez. En tanto Pavlovsky no renunció a lo que definía como su “militancia cultural” y estrenó en 1977 Telarañas —alegato contra el fascismo instalado en la familia—, la dictadura procedió primero a prohibir la obra teatral por considerarla un atentado a la moral y luego fueron allanados su casa y consultorio. El dramaturgo eludió a los Grupos de Tareas y huyó por el tejado. El salir del país fue su única opción. En 1978, con pasaporte vencido, vía Uruguay y Brasil, se instaló en Madrid.

En 1973 fue candidato a diputado por el Partido Socialista de los Trabajadores (PST) y en la década de 1980 por el Movimiento al Socialismo (MAS) en cuatro oportunidades.
Entre sus obras más conocidas se encuentran Telarañas, El señor Laforgue, El señor Galíndez, Potestad y Rojos globos rojos. Algunas de ellas fueron llevadas al cine: Rodolfo Kuhn dirigió El señor Galíndez en 1984 y Luis César D'Angiolillo estrenó Potestad en 2003. Pino Solanas, por otra parte, se inspiró en Rojos globos rojos para realizar La nube.
Pavlovsky recibió un doctorado honoris causa por la Universidad Nacional de Río Cuarto en 2010. Falleció el 4 de octubre de 2015 en Buenos Aires.

## Premios
- 1967: Premio del Teatro IFT.
- 1989: Premio Molière, entregado por la Casa Latinoamericana de París, por Potestad.[13]
- 1994: Premio Prensario Mejor Espectáculo, por Rojos globos rojos.[14]
- 1995: Premio Argentores por Rojos globos rojos.[14]
- 1995: ACE a Mejor Espectáculo Off/Independiente y a Mejor Actor Off/Independiente por Rojos globos rojos.[14]
- 2001: Premio Argentores.[15]
- Premio Festival de Teatro de las Américas (Montreal).[16]
- Premio Revista Time Out (Londres).[16]
- 2001: Premio Trinidad Guevara por La muerte de Marguerite Duras.[17]
- 2001: Premio Konex de Platino (2001).[16]
- Premio Konex - Diploma al Mérito (1994, 2001 y 2004).[16]

## Obras

### Teatro
- La espera tragica (1962)
- Somos (1962)
- Un acto rápido (1965)
- El robot (1966)
- Teatro de vanguardia (1966)
- La cacería (1969)
- Match (1970)
- La mueca (1970)
- Último match (1971)
- El señor Galíndez (1973)
- Telarañas (1976)
- Camaralenta (Historia de una cara) (1981)
- l señor Laforgue (1983)
- Potestad (1985)
- Pablo (1987)
- Paso de dos (1990)
- Voces (1990)
- El cardenal (1991)
- Teatro del ´60 (1992)
- Rojos globos rojos (1994)
- El bocón (1995)
- Poroto (1997)
- La muerte de Margueritte Durás (2000)
- Solo Brumas (2009)
- Asuntos pendientes (2013)[18]

### Novelas
- Sentido contrario (1997)

### Escritos teóricos
- Psicoterapia de grupo de niños y adolescentes. Eduardo Pavlovsky, Centro Editor de América Latina, Buenos Aires, 1968.
- Psicodrama psicoanalítico en grupos. Eduardo Pavlovsky, Carlos Martínez y Fidel Moccio, Editorial Kargieman, Buenos Aires, 1970.
- Psicodrama. Cuándo y por qué dramatizar. Eduardo Pavlovsky, Carlos Martínez y Fidel Moccio, Editorial Proteo, Buenos Aires 1971.
- Cuestionamos I. Eduardo Pavlovsky, Ediciones Granica, Buenos Aires, 1971.
- Cuestionamos II. Eduardo Pavlovsky, Ediciones Granica, Buenos Aires, 1973.
- Clínica grupal I. Eduardo Pavlovsky, Ediciones Búsqueda, Buenos Aires, 1975.
- Reflexiones sobre el proceso creador / El señor Galíndez. Eduardo Pavlovsky, Editorial Proteo, Buenos Aires, 1976.
- Adolescencia y mito. Eduardo Pavlovsky, Ediciones Búsqueda, Buenos Aires, 1977.
- Las escenas temidas del coordinador de grupo. Eduardo Pavlovsky, Luis Frydlewsky y Hernán Kesselman, Editorial Fundamentos, Madrid (España), 1979.
- Clínica grupal II. Eduardo Pavlovsky y Hernán Kesselman, Editorial Búsqueda, Buenos Aires, 1980.
- Espacios y creatividad. Eduardo Pavlovsky y Hernán Kesselman, Editorial Búsqueda, Buenos Aires, 1980.
- Proceso creador. Terapia y existencia. Eduardo Pavlovsky, Editorial Búsqueda, Buenos Aires, 1984.
- Multiplicación dramática. Eduardo Pavlovsky y Hernán Kesselman, Editorial Búsqueda, Buenos Aires, 1989.
- Escenas multiplicidad (Estética y micropolítica). Eduardo Pavlovsky, Hernán Kesselman y Juan Carlos De Brasi, Ediciones Búsqueda de Ayllú, Entre Ríos, 1996.
- Micropolítica de la Resistencia. Artículos. Eduardo Pavlovsky, EUDEBA, Buenos Aires, 1999.
- El undécimo mandamiento mujer no decidirás. Educación sexual, anticoncepción aborto legal o ilegal?. Eduardo Pavlovsky, Autodeterminación y libertad, Buenos Aires, 2004.
- La voz del cuerpo. Notas sobre teatro, política y subjetividad. Eduardo Pavlovsky, Astralib Cooperativa Editora, Buenos Aires, 2004.
- Resistir cholo: cultura y política en el capitalismo, con prólogo de Jorge Dubatti, Editorial Topía, Buenos Aires, 2006.

## Filmografía

### Actor
- Los herederos, 1970.
- El Santo de la espada, 1970.
- Heroína, 1972.
- Los chicos de la guerra, 1984.
- Cuarteles de invierno, 1984.
- El exilio de Gardel (Tangos), 1985.
- Miss Mary, 1986.
- Cuatro caras para Victoria, 1992.
- El impostor, 1997, de Alejandro Maci.[19]
- La nube, 1998.
- Contraluz, 2001.
- Pernicioso vegetal, 2002, de Mariano Mucci.
- Potestad, 2002, de Luis César D'Angiolillo.
- Las mujeres llegan tarde, 2012, de Marcela Balza.

### Documentales
- País cerrado, teatro abierto, 1990[20]
- Prohibido, 1997[21]